# 李华天
李华天（1922年1月29日—2007年1月24日），男，江苏松江人，中国自动控制和计算机专家，东北大学教授，博士生导师，辽宁省功勋教师、政协委员。他是中国最早几位从事计算机与网络研究的科学家之一，创建了中国最早的计算机专业博士点，为中国培养了大批高级计算机人才。他也是东软的缔造者之一，为中国的科研产业化事业作出了重大贡献。

## 生平
1943年毕业于西南联合大学电机系。1948年获美国哈佛大学硕士学位。1949年中华人民共和国成立后，李华天放弃攻读斯坦福大学博士学位的机会回国任教，历任大连工学院（现大连理工）副教授，东北大学（原东北工学院）教授、自动控制系主任、副校长，
1958年作为主要负责人成功研制了中国的第一台计算机。1984年，为了集中精力从事计算机学科的发展和高级人才的培养工作，李华天决意辞去了副校长的职务。2004年，李华天教授设立了“华天奖学金”，是东软信息学院的最高奖学金。
2007年1月24日在深圳去世，享年85岁。

## 社会兼职
国务院学位委员会第一、二届学科评议组成员，中国自动化学会第三、四届常务理事，国家自然科学基金会第一、二、三届计算机评审组成员，国际自动控制联合会计算机委员会副主席。

## 家庭
李华天的妻子朱天孝（朱恒璧之女）是中国医科大学教授，有二女一子：李彤玉，李如玉，李品彦。李华天之弟李龙天是著名汽车制造专家，曾任一汽总工程师，南汽总工程师、厂长；妹夫徐灏是西南联大校友，东北大学教授，著名机械工程专家。